# Your Possible Pasts
„Your Possible Pasts“ je druhá skladba ze studiového alba The Final Cut od anglické progresivně rockové skupiny Pink Floyd, vydaného v roce 1983. Skladbu napsal Roger Waters.

## Sestava
- Roger Waters - baskytara, akustická kytara, zvukové efekty, zpěv
- David Gilmour - elektrická kytara
- Nick Mason - bicí

&
- Michael Kamen - elektrické piáno, orchestrace
- Andy Bown - Hammondovy varhany
- Ray Cooper - perkuse